# Tagulinus
Tagulinus is een monotypisch geslacht van spinnen uit de  familie van de Thomisidae (krabspinnen).

## Soort
- Tagulinus histrio Simon, 1903